# Microrregión de Lins
La microrregión de Lins es una de las  microrregiones del estado brasileño de São Paulo perteneciente a la Mesorregión de Bauru. Su población fue estimada en 2006 por el IBGE en 170.748 habitantes y está dividida en ocho municipios. Posee un área total de 3.875,495 km².

## Municipios
- Cafelândia
- Getulina
- Guaiçara
- Guaimbê
- Júlio Mesquita
- Lins
- Promissão
- Sabino

- Datos: Q2464195